# Mollerics calçats
Els mollerics calçats són mollerics caracteritzats per presentar un anell membranós. Aquest és poc visible quan els bolets són madurs, adults.
En madurar, l'anell tendeix a adherir-se a la superfície de la cama i a perdre la textura per la qual cosa acostuma a desaparèixer deixant només una marca esvaïda sobre la cama. Cal analitzar exemplars en fases juvenils per assegurar-ne la seva existència.

## Espècies
A Catalunya les espècies de mollerics calçats més corrents són:
- Suillus luteus, molleric calçat
- Suillus flavidus, molleric calçat groguenc
- Suillus viscidus. molleric de làrix d’esponja grisa
- Suillus grevillei, molleric de làrix d’esponja groga